# Puente de Domingo Flórez
Puente de Domingo Flórez là một đô thị trong tỉnh León, Castile và León, Tây Ban Nha. Theo điều tra dân số 2004 (INE), đô thị này có dân số là 1.852 người.